# Ottawa Senators
Ottawa Senators (francouzsky Sénateurs d'Ottawa), je profesionální kanadský klub ledního hokeje, který sídlí v Ottawě v provincii Ontario. Do NHL vstoupil v ročníku 1992/93 a hraje v Atlantické divizi v rámci Východní konference. Své domácí zápasy odehrává v hale Canadian Tire Centre s kapacitou 19 153 diváků. Klubové barvy jsou červená, černá, bílá a zlatá.

## Historie týmu

### Předválečná éra

#### Historie týmu v letech 1903–1927
Předchůdcem týmu Ottawa Senators byl úspěšný klub Ottawa Silver Seven, který byl čtyřnásobným vítězem Stanley Cupu. Kraloval v letech 1903–1906. Tým od roku 1908 hrál Eastern Canada Hockey Association, která byla profesionální soutěží. Klub změnil svoje jméno, aby se lépe reprezentoval, a jelikož byla Ottawa sídlem kanadské vlády a parlamentu, tak se podle toho přejmenovali na Senators (česky Senátoři). Ještě před vznikem NHL Senátoři v roce 1911 vyhráli Stanley Cup.
V prvním ročníku NHL skončili třetí, ale poté nastala jejich zlatá éra. V letech 1920, 1921 a 1923 získali Stanley Cup (čili ligové prvenství). Navíc se stali prvním družstvem, které dokázalo titul obhájit. V jejich týmu zářily hvězdy (viz odstavec nejlepší hráči). Manažerem byl Tommy Gorman, trenérem byl Pete Green. Senators získali Stanley Cup ještě jednou, a to v roce 1927, ve kterém získali posedmé v historii Prince Of Wales Trophy, což je trofej pro nejlepší družstvo Východní konference. Ročník 1926–1927 byl pro Ottawu také posledním úspěšným.

#### Historie týmu v letech 1927–1934
Po úspěšném období následoval propad, při kterém se Ottawa v sezóně 1930–1931 propadla až na deváté místo v celé soutěži. Tým příští sezónu celou vynechal. V ročníku 1932–1933 se vrátil a skončil opět devátý. Tentokrát ovšem bylo deváté místo i tím posledním, protože v roce 1931 odstoupila ze soutěže Philadelphie. Stejně se Senators umístili i v následující sezóně a klub se odstěhoval do St. Louis. Byl to smutný konec slavného týmu.

### Novodobá éra

#### Historie týmu v letech 1991–2004
V roce 1991 se splnil sen všech hokejových fanoušků v Ottawě. Rozhodlo se totiž, že od sezóny 1992–1993 bude mít Ottawa opět svůj tým v NHL. Klub dostal jméno podle svých slavných předchůdců – Ottawa Senators. Tyto dva týmy mají ovšem společné jen jméno.
Ve své první sezóně, jak už to u nováčků většinou bývá, skončili Senátoři poslední. Vydolovali pouze 24 bodů. Kvůli tomu dostal výpověď první generální manažer týmu Mel Bridgmen. Poslední místo ale mělo i jednu výhodu. Tou výhodou bylo právo první volby v draftu 1993. Ottawa z něho draftovala Alexandra Daigleho. Tato volba se ale moc nevyplatila. Daigle se rozjel až v posledním odehraném ročníku (sezóna 2003–2004), ale už v barvách Minnesoty Wild. V sezóně 1995–1996 se rozhořel spor mezi tehdejším generálním manažerem Randy Sextonem a ruským hokejistou Alexejem Jašinem. Spor se neuvěřitelně protáhl, Jašin odmítal nastoupit a znechucením z týmu odešlo několik hvězd. Nový manažer Pierre Gauthier s Jašinem nakonec novou smlouvu podepsal.
Gauthier nakonec udělal dobře, že s Jašinem smlouvu uzavřel, protože se kolem něj začalo budovat družstvo Senátorů. V roce 1997 se klub poprvé po svém návratu dostal do play-off, kde vypadl hned v prvním kole s Buffalem Sabres, o rok později ale Ottawa senzačně vyřadila New Jersey Devils. Ale v další sezóně to byl opět krach v prvním kole a opět s Buffalem Sabres. Jašin se v této sérii téměř neprosadil a korunu tomu nasadil tím, že započal další spor o plat. Klubu se bez něj překvapivě dobře dařilo, umístili se na šestém místě ve Východní konferenci a v prvním kole play-off narazili na Toronto Maple Leafs, se kterým prohráli 4:2 na zápasy.
V září 2000 se vrátil Jašin. Klubu se základní část sezóny povedla na jedničku, získali 109 bodů a umístili se na druhém místě ve Východní konferenci. Ale v prvním kole v play-off si uřízli pěknou ostudu, když narazili na Toronto a prohráli s ním 0:4 na zápasy. Jašin se opět neprosadil.
Možná proto byl vyměněn do New York Islanders. Do ročníku 2001–2002 nastoupili Senátoři mizerně, nakonec však zabrali a probojovali se do play-off. Tam v prvním kole konečně uspěli a smetli NY Islanders, poté porazili Philadelphii, ale ve finále konference narazili na New Jersey Devils, kterému podlehli po sedmizápasovém dramatu. V následující sezóně se také dostali do play-off, ve kterém na ně narazilo „milované“ Toronto. Toronto nakonec vyhrálo 4:3 na zápasy.
V polovině sezóny 2002–2003 Senators zbankrotovali, přesto sezónu dokončili. A dokonce vyhráli základní část se ziskem 113 bodů a poprvé tak získali President's Trophy. V play-off došli do finále konference, kde podlehli New Jersey Devils 3:4 na zápasy.
Před sezónou 2003–2004 Senators koupil milionář Eugene Melnyk. Základní část dokončili na 5. místě v konferenci. Ale v play-off se znovu neúspěšně střetli s Toronto Maple Leafs, které zvítězilo 4:3 na zápasy. Po 9 sezónách v Ottawě klub opustil kouč Jacques Martin, který Senators dovedl do vyřazovacích bojů 8× v řadě. Na jeho místo byl dosazen Bryan Murray, který předtím působil jako generální manažer v týmu Mighty Ducks of Anaheim.

#### Historie týmu od roku 2004

##### Sezóna 2004/05
Do sezóny 2004–2005 klub vstoupil s novým trenérem. Z klubu odešel gólman Patrick Lalime a Radek Bonk, který v klubu odehrál skoro 700 zápasů. Jako náhrada za Lalima byl podepsán Dominik Hašek. Sezóna se nakonec neodehrála kvůli neschopnosti majitelů klubů a NHLPA se dohodnout na nové kolektivní smlouvě.

##### Sezóna 2005/06
Těsně před začátkem sezóny 2005–2006 byl vyměněn Marián Hossa, za kterého přišel z Atlanty Dany Heatley. Senators vstoupili do sezóny znamenitě a vyhráli 19 z prvních 22 zápasů. Nakonec si zapsali 52 výher a 113 bodů a skončili celkově 2. Kvůli zranění Haška na OH v Turíně vstoupili do play-off s náhradním gólmanem Rayem Emerym. Ten se stal prvním nováčkem, který vyhrál sérii play-off od roku 2000, když Ottawa smetla Tampu Bay 4:1 na zápasy. Buffalo Sabres v dalším kole už, ale bylo nad síly Senátorů, když Sabres vyhráli všechny 3 prodloužení v sérii a celkově vyhráli 4:1. Dany Heatley i Daniel Alfredsson si shodně zapsali 103 bodů.

##### Sezóna 2006/07
Sezónu 2006–2007 dokončili Senators s bodovým ziskem 105 bodů a počtvrté za sebou přesáhli 100 bodovou hranici. Dany Heatley vytvořil rekord Ottawy vstřelením 50 gólů i ziskem 105 bodů a skončil celkově 4. v produktivitě. V play-off Senátoři zničili Pittsburgh Penguins, New Jersey Devils i Buffalo Sabres shodně 4:1 a poprvé v novodobé historii se dostali do finále Stanley Cupu. V něm se střetli s týmem Anaheim Ducks, který vyhrál oba zápasy v Ottawě (3:2 a 1:0). Senators sice venku jednou vyhráli, ale ani potřetí doma nedokázali uspět a Ducks po výhře 4:1 na zápasy získali Stanley Cup.

##### Sezóna 2007/08
V červnu 2007 rezignoval generální manažer John Muckler a byl nahrazen dosavadním koučem Bryanem Murrayem. Koučem se stal dosavadní asistent John Paddock. Ottawa měla skvělý začátek sezóny a na All-Stars zápas bylo nominováno 6 hráčů, nejvíce ze všech klubů. Po špatných výkonech v lednu a únoru 2008 byl propuštěn kouč Paddock, nahradil ho asistent Ron Low. Senators se těsně do play-off dostali ze 7. místa v konferenci a střetli se stejně jako minulý rok s Pittsburghem. Nepříliš povedenou sezónu dokončila ostudná prohra 0:4 v sérii. Senators se probojovali do play-off podesáté v řadě.

##### Sezóna 2008/09
V následující sezóně dostal důvěru na pozici trenéra Craig Hartsburg, který podepsal tříletou smlouvu. Ze smlouvy byl vykoupen Ray Emery. Po 11 sezónách v klubu také odešel obránce Wade Redden, ten podepsal 6letou smlouvu s Jezdci z New Yorku díky níž si přišel na 39 milionů $. Tato smlouva byla označena za jednu z nejhorších všech dob, protože Redden se nedokázal přiblížit svým výkonům z dřívějších let. Odešel také slovenský bek Andrej Meszároš do Tampy Bay, výměnou Ottawa získala Filipa Kubu, Alexandre Picarda a 1. kolo draftu. Meszároš podepsal 6letou smlouvu na 24 milionů $, ale ani on se nedostal do ottawské formy. Naopak Kuba zaznamenal nejlepší sezónu své kariéry. Smlouvu podepsali také Jarkko Ruutu a Jason Smith. Sezóna byla zahájena ve Stockholmu ve Švédsku, Ottawa ve dvou zápasech proti Pittsburghu získala 3 body. V únoru 2009 byl vyhozen Hartsburg, nahradil ho Cory Clouston kouč Binghamtonu Senators, týmu AHL. I přes zlepšené výkony i 9 vyhraných zápasů v řadě se Senators po 11 letech neprobojovali do play-off. Díky svým výkonům si Clouston vysloužil dvouletou smlouvu.

##### Sezóna 2009/10
Hlavním cílem pro sezónu 2009–2010 byl hlavní cíl návrat do play-off. Před začátkem sezóny veřejně oznámil žádost o výměnu Dany Heatley, který nebyl spokojen s časem stráveným nad ledem a jeho rolí v týmu pod koučem Cloustonem. Heatley byl vyměněn do San Jose Sharks. Ze San Jose přišli Milan Michálek a Jonathan Cheechoo, někdejší nejlepší střelec NHL. Ottawa se po jednoleté pauze znovu vrátila do playoff, hlavně díky sérii 11 vítězných utkání v řadě (rekord týmu) a nakonec skončila 5. v konferenci. V 1. kole playoff se potřetí ve 4 letech utkala s Pittsburghem. Nedokázala ale vyhrát ani jedno ze tří domácích utkání a v sérii prohrála 2:4.

##### Sezóna 2010/11
Na začátku sezóny Ottawa podepsala tříletý kontrakt se zkušeným ruským obráncem Sergejem Gončarem. 22. října kapitán Daniel Alfredsson dosáhl na metu 1 000 bodů v NHL a o 4 dny později Gončar sehrál své tisící utkání v NHL. Hranici 1 000 bodů pokořil v listopadu i Alexej Kovaljov, kromě těchto individuálních úspěchů se ale Senátorům nedařilo. Na konci ledna se Ottawa propadla na poslední místo konference, vlastník týmu Eugene Melnyk prohlásil, že neodvolá ani trenéra Cloustona ani generálního manažera Murrayho, ale bude muset v následujících měsících učinit "těžká rozhodnutí". "Těžká rozhodnutí" byly výměny dlouholetých hráčů Mika Fishera do Nashvillu Predators a Chrise Kellyho do Bostonu Bruins. Z týmu také odešli hráči, kterým na konci sezóny končila smlouva - Alexej Kovaljov a Jarkko Ruutu. Změna přišla také na postu brankáře. Brian Elliott se stěhoval do Colorada za Craiga Andersona, který později podepsal novou čtyřletou smlouvu. Senátoři nakonec skončili 13. v konferenci a po sezóně nebyla prodloužena smlouva trenéru Cloustonovi, naopak tříletého prodloužení se dočkal GM Brian Murray. Novým trenérem se stal Paul MacLean bývalý asistent trenéra Detroitu Red Wings, pro Ottawu to také znamenalo celkovou 6. volbu ve Vstupním draftu NHL 2011 (nejvyšší od roku 2001), tato volba byla použita na švédského útočníka Miku Zibanejada.

##### Sezóna 2011/12
Významný časopis The Hockey News před sezónou předpověděl Ottawě poslední místo ve Východní konferenci. Tým v přestavbě opravdu mnoho hokejových odborníků nepřesvědčil a tak s postupem do playoff nepočítal téměř nikdo. Senátoři také prohráli 5 z úvodních 6 zápasů, ale na tento začátek navázali 6 vítěznými zápasy v řadě. V listopadu odešel z týmu obránce David Runblad společně s 2. kolem draftu 2012 a z Phoenixu přišel nazpět centr Kyle Turris i tento krok pomohl Ottawě ke zlepšeným výkonům. V lednu Ottawa poprvé hostila Zápas hvězd NHL, kam se probojovali čtyři domácí hráči - Daniel Alfredsson, Milan Michálek, Jason Spezza a Erik Karlsson. 1. dubna si Ottawa definitivně zajistila postup do playoff. Poté, co jeden den vedla Severovýchodní divizi, nakonec skončila 8. v konferenci a v 1. kole se utkala s New Yorkem Rangers. Znovu Ottawě nikdo nevěřil, ale série se natáhla do 7 zápasů, kdy nakonec Rangers v rozhodujícím zápase Ottawu udolali na domácím ledě 2:1. Výtečnou sezónu Ottawa korunovala na předávání ocenění v Las Vegas. Trenér Paul MacLean skončil třetí v hlasování o nejlepšího trenéra sezóny, Daniel Alfredsson skončil třetí v hlasování o Bill Masterton Memorial Trophy a získal King Clancy Memorial Trophy, ale největšího vyznamenání se dočkal 22letý obránce Erik Karlsson. Ten v sezóně zaznamenal 78 bodů, skončil celkově 11. v kanadském bodování a druhého nejlepšího obránce porazil o 25 bodů. Za tento výkon si vysloužil James Norris Memorial Trophy pro nejlepšího obránce sezóny.

## Úspěchy
- Vítěz základní části (1×)
  - 2002/03
- Vítěz konference Prince z Walesu (východní konference) (1×)
  - 2006/07
- Vítěz severovýchodní divize (4×)
  - 1998/99, 2000/01, 2002/03, 2005/06

## Individuální trofeje
Zdroj: 
| Individuální trofeje             | Rok a hráč                                          |
| -------------------------------- | --------------------------------------------------- |
| Art Ross Trophy                  | nikdo                                               |
| Calder Memorial Trophy           | 1995/1996 • Daniel Alfredsson                       |
| Conn Smythe Trophy               | nikdo                                               |
| Roger Crozier Saving Grace Award | 2012/2013 • Craig Anderson                          |
| Hart Memorial Trophy             | 1923/1924 • Frank Nighbor                           |
| William M. Jennings Trophy       | nikdo                                               |
| King Clancy Memorial Trophy      | 2011/2012 • Daniel Alfredsson                       |
| Lady Byng Memorial Trophy        | 1924/1925, 1925/1926 • Frank Nighbor                |
| Bill Masterton Memorial Trophy   | 2016/2017 • Craig Anderson 2019/2020 • Bobby Ryan   |
| Mark Messier Leadership Award    | 2012/2013 • Daniel Alfredsson                       |
| James Norris Memorial Trophy     | 2011/2012, 2014/2015 • Erik Karlsson                |
| Ted Lindsay Award                | nikdo                                               |
| NHL Plus/Minus Award             | 2005/2006 • Wade Redden                             |
| Maurice Richard Trophy           | nikdo                                               |
| Frank J. Selke Trophy            | nikdo                                               |
| Vezina Trophy                    | nikdo                                               |
| NHL Foundation Player Award      | nikdo                                               |
| Jack Adams Award                 | 1998/1999 • Jacques Martin 2012/2013 • Paul MacLean |

## Individuální rekordy jednotlivých sezón

### Základní část
- Zdroj zde

| 1992/1993 |
| 1993/1994 |
| 1994/1995 |
| 1995/1996 |
| 1996/1997 |
| 1997/1998 |
| 1998/1999 |
| 1999/2000 |
| 2000/2001 |
| 2001/2002 |
| 2002/2003 |
| 2003/2004 |
| 2004/2005 |
| 2005/2006 |
| 2006/2007 |
| 2007/2008 |
| 2008/2009 |
| 2009/2010 |
| 2010/2011 |
| 2011/2012 |
| 2012/2013 |
| 2013/2014 |
| 2014/2015 |
| 2015/2016 |
| 2016/2017 |
| 2017/2018 |
| 2018/2019 |
| 2019/2020 |
| 2020/2021 |
| 2021/2022 |
| 2022/2023 |
| 2023/2024 |
| 2024/2025 |

| Sylvain Turgeon                | 25 |
| Alexej Jašin                   | 30 |
| Alexej Jašin                   | 21 |
| Daniel Alfredsson              | 26 |
| Alexej Jašin                   | 35 |
| Alexej Jašin                   | 33 |
| Alexej Jašin                   | 44 |
| Shawn McEachern a Marián Hossa | 29 |
| Alexej Jašin                   | 40 |
| Daniel Alfredsson              | 37 |
| Marián Hossa                   | 45 |
| Marián Hossa                   | 36 |
| stávka                         |    |
| Dany Heatley                   | 50 |
| Dany Heatley                   | 50 |
| Dany Heatley                   | 41 |
| Dany Heatley                   | 39 |
| Mike Fisher                    | 25 |
| Jason Spezza                   | 21 |
| Milan Michálek                 | 35 |
| Kyle Turris                    | 12 |
| Kyle Turris                    | 26 |
| Mike Hoffman                   | 27 |
| Mike Hoffman                   | 29 |
| Kyle Turris                    | 27 |
| Matt Duchene a Ryan Dzingel    | 23 |
| Brady Tkachuk                  | 22 |
| Anthony Duclair                | 23 |
| Connor Brown                   | 21 |
| Josh Norris                    | 35 |
| Tim Stützle                    | 39 |
| Brady Tkachuk                  | 37 |
| Brady Tkachuk                  | 29 |

| Norm Maciver      | 46 |
| Alexej Jašin      | 49 |
| Alexej Jašin      | 23 |
| Daniel Alfredsson | 35 |
| Daniel Alfredsson | 47 |
| Alexej Jašin      | 39 |
| Alexej Jašin      | 50 |
| Daniel Alfredsson | 38 |
| Alexej Jašin      | 48 |
| Radek Bonk        | 45 |
| Daniel Alfredsson | 51 |
| Daniel Alfredsson | 48 |
| stávka            |    |
| Jason Spezza      | 71 |
| Daniel Alfredsson | 58 |
| Jason Spezza      | 58 |
| Daniel Alfredsson | 50 |
| Daniel Alfredsson | 51 |
| Jason Spezza      | 36 |
| Erik Karlsson     | 59 |
| Sergej Gončar     | 24 |
| Erik Karlsson     | 54 |
| Erik Karlsson     | 45 |
| Erik Karlsson     | 66 |
| Erik Karlsson     | 54 |
| Erik Karlsson     | 53 |
| Thomas Chabot     | 41 |
| Thomas Chabot     | 33 |
| Thomas Chabot     | 25 |
| Brady Tkachuk     | 37 |
| Tim Stützle       | 51 |
| Tim Stützle       | 52 |
| Tim Stützle       | 55 |

| Norm Maciver                     | 63  |
| Alexej Jašin                     | 79  |
| Alexej Jašin                     | 44  |
| Daniel Alfredsson                | 61  |
| Alexej Jašin                     | 75  |
| Alexej Jašin                     | 72  |
| Alexej Jašin                     | 94  |
| Radek Bonk                       | 60  |
| Alexej Jašin                     | 88  |
| Daniel Alfredsson                | 71  |
| Marián Hossa                     | 80  |
| Marián Hossa                     | 82  |
| stávka                           |     |
| Dany Heatley a Daniel Alfredsson | 103 |
| Dany Heatley                     | 105 |
| Jason Spezza                     | 92  |
| Daniel Alfredsson                | 74  |
| Daniel Alfredsson                | 71  |
| Jason Spezza                     | 57  |
| Jason Spezza                     | 84  |
| Kyle Turris                      | 29  |
| Erik Karlsson                    | 74  |
| Erik Karlsson                    | 66  |
| Erik Karlsson                    | 82  |
| Erik Karlsson                    | 71  |
| Mark Stone a Erik Karlsson       | 62  |
| Thomas Chabot                    | 55  |
| Brady Tkachuk                    | 44  |
| Brady Tkachuk                    | 36  |
| Brady Tkachuk                    | 67  |
| Tim Stützle                      | 90  |
| Brady Tkachuk                    | 74  |
| Tim Stützle                      | 79  |

## Češi a Slováci v Ottawa Senators
| Sezóna                                                                   | Hráči – Češi                                                                     | Hráči – Slováci                             | Soupiska       | Playoffs       |                |                |                |                |                |                |
| 1992/1993                                                                | Tomáš Jelínek • Radek Hamr                                                       | nikdo                                       | Zde            | Ne             |                |                |                |                |                |                |
| 1993/1994                                                                | Radek Hamr • Vladimír Růžička                                                    | Pavol Demitra                               | Zde            | Ne             |                |                |                |                |                |                |
| 1994/1995                                                                | Martin Straka • Radek Bonk • Stanislav Neckář • Radim Bičánek                    | Pavol Demitra                               | Zde            | Ne             |                |                |                |                |                |                |
| 1995/1996                                                                | Jaroslav Modrý • Radek Bonk • Stanislav Neckář • František Musil • Martin Straka | Pavol Demitra                               | Zde            | Ne             |                |                |                |                |                |                |
| 1996/1997                                                                | Radek Bonk • Stanislav Neckář • František Musil • Radim Bičánek                  | nikdo                                       | Zde            |                |                |                |                |                |                |                |
| 1997/1998                                                                | Radek Bonk • Stanislav Neckář • Václav Prospal • Radim Bičánek                   | Marián Hossa • Ivan Čiernik                 | Zde            |                |                |                |                |                |                |                |
| 1998/1999                                                                | Radek Bonk • Václav Prospal • Stanislav Neckář • Radim Bičánek                   | Marián Hossa                                | Zde            |                |                |                |                |                |                |                |
| 1999/2000                                                                | Radek Bonk • Václav Prospal • Karel Rachůnek                                     | Marián Hossa                                | Zde            |                |                |                |                |                |                |                |
| 2000/2001                                                                | Radek Bonk • Martin Havlát • Karel Rachůnek • Václav Prospal                     | Marián Hossa • Ivan Čiernik                 | Zde            |                |                |                |                |                |                |                |
| 2001/2002                                                                | Radek Bonk • Martin Havlát • Karel Rachůnek • Martin Prusek                      | Marián Hossa • Zdeno Chára • Ivan Čiernik   | Zde            |                |                |                |                |                |                |                |
| 2002/2003                                                                | Radek Bonk • Martin Havlát • Karel Rachůnek • Václav Varaďa • Martin Prusek      | Marián Hossa • Zdeno Chára                  | Zde            |                |                |                |                |                |                |                |
| 2003/2004                                                                | Radek Bonk • Martin Havlát • Václav Varaďa • Martin Prusek • Karel Rachůnek      | Marián Hossa • Zdeno Chára • Peter Bondra   | Zde            |                |                |                |                |                |                |                |
| 2004/2005                                                                | Sezóna zrušena                                                                   | Sezóna zrušena                              | Sezóna zrušena | Sezóna zrušena | Sezóna zrušena | Sezóna zrušena | Sezóna zrušena | Sezóna zrušena | Sezóna zrušena | Sezóna zrušena |
| 2005/2006                                                                | Dominik Hašek • Martin Havlát • Václav Varaďa • Filip Novák                      | Andrej Meszároš • Zdeno Chára • Tomáš Malec | Zde            |                |                |                |                |                |                |                |
| 2006/2007                                                                | nikdo                                                                            | Andrej Meszároš • Tomáš Malec               | Zde            |                |                |                |                |                |                |                |
| 2007/2008                                                                | nikdo                                                                            | Andrej Meszároš                             | Zde            |                |                |                |                |                |                |                |
| 2008/2009                                                                | Filip Kuba                                                                       | nikdo                                       | Zde            | Ne             |                |                |                |                |                |                |
| 2009/2010                                                                | Filip Kuba • Milan Michálek                                                      | nikdo                                       | Zde            |                |                |                |                |                |                |                |
| 2010/2011                                                                | Filip Kuba • Milan Michálek                                                      | Marek Svatoš                                | Zde            | Ne             |                |                |                |                |                |                |
| 2011/2012                                                                | Filip Kuba • Milan Michálek                                                      | nikdo                                       | Zde            |                |                |                |                |                |                |                |
| 2012/2013                                                                | Milan Michálek                                                                   | nikdo                                       | Zde            |                |                |                |                |                |                |                |
| 2013/2014                                                                | Milan Michálek • Aleš Hemský                                                     | nikdo                                       | Zde            | Ne             |                |                |                |                |                |                |
| 2014/2015                                                                | Milan Michálek                                                                   | nikdo                                       | Zde            |                |                |                |                |                |                |                |
| 2015/2016                                                                | Milan Michálek                                                                   | nikdo                                       | Zde            | Ne             |                |                |                |                |                |                |
| 2016/2017                                                                | nikdo                                                                            | nikdo                                       | Zde            |                |                |                |                |                |                |                |
| 2017/2018                                                                | Filip Chlapík                                                                    | Christián Jaroš • Marián Gáborík            | Zde            | Ne             |                |                |                |                |                |                |
| 2018/2019                                                                | Filip Chlapík                                                                    | Christián Jaroš • Marián Gáborík            | Zde            | Ne             |                |                |                |                |                |                |
| 2019/2020                                                                | Filip Chlapík                                                                    | Christián Jaroš • Marián Gáborík            | Zde            | Ne             |                |                |                |                |                |                |
| 2020/2021                                                                | Filip Chlapík                                                                    | nikdo                                       | Zde            | Ne             |                |                |                |                |                |                |
| 2021/2022                                                                | nikdo                                                                            | nikdo                                       | Zde            | Ne             |                |                |                |                |                |                |
| 2022/2023                                                                | nikdo                                                                            | nikdo                                       | Zde            | Ne             |                |                |                |                |                |                |
| 2023/2024                                                                | Dominik Kubalík • Jiří Smejkal                                                   | nikdo                                       | Zde            | Ne             |                |                |                |                |                |                |
| 2024/2025                                                                | Jan Jeník                                                                        | nikdo                                       | Zde            |                |                |                |                |                |                |                |
| 2025/2026                                                                | nikdo                                                                            | nikdo                                       | Zde            |                |                |                |                |                |                |                |
| Češi - Zdroj na Eliteprospects.com Slováci - Zdroj na Eliteprospects.com |                                                                                  |                                             |                |                |                |                |                |                |                |                |

## Umístění v jednotlivých sezonách
| USA / Kanada (1992–) |                             |        |                                                                          |                                                                          |                                                                          |                                                                          |                                                                          |                                                                          |                                                                          |                                                                          |                                                                          |                                                                          |                                                                          |                |
| Sezóny               | Liga                        | Úroveň | Z                                                                        | V                                                                        | VP                                                                       | R                                                                        | PP                                                                       | P                                                                        | VG                                                                       | OG                                                                       | +/-                                                                      | B                                                                        | Pozice                                                                   | Play-off       |
| 1992/93              | NHL (Adamsova divize)       | 1      | 84                                                                       | 10                                                                       | –                                                                        | 4                                                                        | –                                                                        | 70                                                                       | 202                                                                      | 395                                                                      | -193                                                                     | 24                                                                       | 6.                                                                       | Ne             |
| 1993/94              | NHL (Severovýchodní divize) | 1      | 84                                                                       | 14                                                                       | –                                                                        | 9                                                                        | –                                                                        | 61                                                                       | 201                                                                      | 397                                                                      | -196                                                                     | 37                                                                       | 7.                                                                       | Ne             |
| 1994/95              | NHL (Severovýchodní divize) | 1      | 48                                                                       | 9                                                                        | –                                                                        | 5                                                                        | –                                                                        | 34                                                                       | 117                                                                      | 174                                                                      | -57                                                                      | 23                                                                       | 7.                                                                       | Ne             |
| 1995/96              | NHL (Severovýchodní divize) | 1      | 82                                                                       | 18                                                                       | –                                                                        | 5                                                                        | –                                                                        | 59                                                                       | 191                                                                      | 291                                                                      | -100                                                                     | 41                                                                       | 6.                                                                       | Ne             |
| 1996/97              | NHL (Severovýchodní divize) | 1      | 82                                                                       | 31                                                                       | –                                                                        | 15                                                                       | –                                                                        | 36                                                                       | 226                                                                      | 234                                                                      | -8                                                                       | 77                                                                       | 3.                                                                       | Čtvrtfinále VK |
| 1997/98              | NHL (Severovýchodní divize) | 1      | 82                                                                       | 34                                                                       | –                                                                        | 15                                                                       | –                                                                        | 33                                                                       | 193                                                                      | 200                                                                      | -7                                                                       | 83                                                                       | 5.                                                                       | Semifinále VK  |
| 1998/99              | NHL (Severovýchodní divize) | 1      | 82                                                                       | 44                                                                       | –                                                                        | 15                                                                       | –                                                                        | 23                                                                       | 239                                                                      | 179                                                                      | +60                                                                      | 103                                                                      | 1.                                                                       | Čtvrtfinále VK |
| 1999/00              | NHL (Severovýchodní divize) | 1      | 82                                                                       | 41                                                                       | –                                                                        | 11                                                                       | 2                                                                        | 28                                                                       | 244                                                                      | 210                                                                      | +34                                                                      | 95                                                                       | 2.                                                                       | Čtvrtfinále VK |
| 2000/01              | NHL (Severovýchodní divize) | 1      | 82                                                                       | 48                                                                       | –                                                                        | 9                                                                        | 4                                                                        | 21                                                                       | 274                                                                      | 205                                                                      | +69                                                                      | 109                                                                      | 1.                                                                       | Čtvrtfinále VK |
| 2001/02              | NHL (Severovýchodní divize) | 1      | 82                                                                       | 39                                                                       | –                                                                        | 9                                                                        | 7                                                                        | 27                                                                       | 243                                                                      | 208                                                                      | +35                                                                      | 94                                                                       | 3.                                                                       | Semifinále VK  |
| 2002/03              | NHL (Severovýchodní divize) | 1      | 82                                                                       | 52                                                                       | –                                                                        | 8                                                                        | 1                                                                        | 21                                                                       | 263                                                                      | 182                                                                      | +81                                                                      | 113                                                                      | 1.                                                                       | Finále VK      |
| 2003/04              | NHL (Severovýchodní divize) | 1      | 82                                                                       | 43                                                                       | –                                                                        | 10                                                                       | 6                                                                        | 23                                                                       | 262                                                                      | 189                                                                      | +73                                                                      | 102                                                                      | 3.                                                                       | Čtvrtfinále VK |
| 2004/05              | NHL (Severovýchodní divize) | 1      | Soutěž byla v této sezóně z důvodu chybějící kolektivní smlouvy zrušena. | Soutěž byla v této sezóně z důvodu chybějící kolektivní smlouvy zrušena. | Soutěž byla v této sezóně z důvodu chybějící kolektivní smlouvy zrušena. | Soutěž byla v této sezóně z důvodu chybějící kolektivní smlouvy zrušena. | Soutěž byla v této sezóně z důvodu chybějící kolektivní smlouvy zrušena. | Soutěž byla v této sezóně z důvodu chybějící kolektivní smlouvy zrušena. | Soutěž byla v této sezóně z důvodu chybějící kolektivní smlouvy zrušena. | Soutěž byla v této sezóně z důvodu chybějící kolektivní smlouvy zrušena. | Soutěž byla v této sezóně z důvodu chybějící kolektivní smlouvy zrušena. | Soutěž byla v této sezóně z důvodu chybějící kolektivní smlouvy zrušena. | Soutěž byla v této sezóně z důvodu chybějící kolektivní smlouvy zrušena. |                |
| 2005/06              | NHL (Severovýchodní divize) | 1      | 82                                                                       | 52                                                                       | –                                                                        | –                                                                        | 9                                                                        | 21                                                                       | 314                                                                      | 211                                                                      | +103                                                                     | 113                                                                      | 1.                                                                       | Semifinále VK  |
| 2006/07              | NHL (Severovýchodní divize) | 1      | 82                                                                       | 48                                                                       | –                                                                        | –                                                                        | 9                                                                        | 25                                                                       | 288                                                                      | 222                                                                      | +6                                                                       | 105                                                                      | 2.                                                                       | Finále SC      |
| 2007/08              | NHL (Severovýchodní divize) | 1      | 82                                                                       | 43                                                                       | –                                                                        | –                                                                        | 8                                                                        | 31                                                                       | 261                                                                      | 247                                                                      | +14                                                                      | 94                                                                       | 2.                                                                       | Čtvrtfinále VK |
| 2008/09              | NHL (Severovýchodní divize) | 1      | 82                                                                       | 36                                                                       | –                                                                        | –                                                                        | 11                                                                       | 35                                                                       | 217                                                                      | 237                                                                      | -20                                                                      | 83                                                                       | 4.                                                                       | Ne             |
| 2009/10              | NHL (Severovýchodní divize) | 1      | 82                                                                       | 44                                                                       | –                                                                        | –                                                                        | 6                                                                        | 32                                                                       | 225                                                                      | 238                                                                      | -13                                                                      | 94                                                                       | 2.                                                                       | Čtvrtfinále VK |
| 2010/11              | NHL (Severovýchodní divize) | 1      | 82                                                                       | 32                                                                       | –                                                                        | –                                                                        | 10                                                                       | 40                                                                       | 192                                                                      | 250                                                                      | -58                                                                      | 74                                                                       | 5.                                                                       | Ne             |
| 2011/12              | NHL (Severovýchodní divize) | 1      | 82                                                                       | 41                                                                       | –                                                                        | –                                                                        | 10                                                                       | 31                                                                       | 249                                                                      | 240                                                                      | +9                                                                       | 92                                                                       | 2.                                                                       | Semifinále VK  |
| 2012/13              | NHL (Severovýchodní divize) | 1      | 48                                                                       | 25                                                                       | –                                                                        | –                                                                        | 6                                                                        | 17                                                                       | 116                                                                      | 104                                                                      | +12                                                                      | 56                                                                       | 4.                                                                       | Semifinále VK  |
| 2013/14              | NHL (Atlantická divize)     | 1      | 82                                                                       | 37                                                                       | –                                                                        | –                                                                        | 14                                                                       | 31                                                                       | 236                                                                      | 265                                                                      | -29                                                                      | 88                                                                       | 5.                                                                       | Ne             |
| 2014/15              | NHL (Atlantická divize)     | 1      | 82                                                                       | 43                                                                       | –                                                                        | –                                                                        | 13                                                                       | 26                                                                       | 238                                                                      | 215                                                                      | +23                                                                      | 99                                                                       | 4.                                                                       | Čtvrtfinále VK |
| 2015/16              | NHL (Atlantická divize)     | 1      | 82                                                                       | 38                                                                       | –                                                                        | –                                                                        | 9                                                                        | 35                                                                       | 236                                                                      | 247                                                                      | -11                                                                      | 85                                                                       | 5.                                                                       | Ne             |
| 2016/17              | NHL (Atlantická divize)     | 1      | 82                                                                       | 34                                                                       | 10                                                                       | –                                                                        | 10                                                                       | 28                                                                       | 212                                                                      | 214                                                                      | -2                                                                       | 98                                                                       | 2.                                                                       | Finále VK      |
| 2017/18              | NHL (Atlantická divize)     | 1      | 82                                                                       | 18                                                                       | 11                                                                       | –                                                                        | 11                                                                       | 43                                                                       | 221                                                                      | 291                                                                      | -70                                                                      | 67                                                                       | 7.                                                                       | Ne             |
| 2018/19              | NHL (Atlantická divize)     | 1      | 82                                                                       | 23                                                                       | 6                                                                        | –                                                                        | 6                                                                        | 47                                                                       | 242                                                                      | 302                                                                      | -60                                                                      | 64                                                                       | 8.                                                                       | Ne             |
| 2019/20              | NHL (Atlantická divize)     | 1      | 71                                                                       | 25                                                                       |                                                                          | –                                                                        | 12                                                                       | 34                                                                       | 191                                                                      | 243                                                                      | -52                                                                      | 62                                                                       | 7.                                                                       | Ne             |
| 2020/21              | NHL (Severní divize)        | 1      | 56                                                                       | 18                                                                       | 5                                                                        | –                                                                        | 5                                                                        | 28                                                                       | 157                                                                      | 190                                                                      | -33                                                                      | 51                                                                       | 6.                                                                       | Ne             |
| 2021/22              | NHL (Atlantická divize)     | 1      | 82                                                                       | 26                                                                       | 7                                                                        | –                                                                        | 7                                                                        | 42                                                                       | 227                                                                      | 266                                                                      | -39                                                                      | 73                                                                       | 7.                                                                       | Ne             |
| 2022/23              | NHL (Atlantická divize)     | 1      | 82                                                                       | 31                                                                       | 8                                                                        | —                                                                        | 8                                                                        | 35                                                                       | 261                                                                      | 271                                                                      | -10                                                                      | 86                                                                       | 6.                                                                       | Ne             |
| 2023/24              | NHL (Atlantická divize)     | 1      | 82                                                                       | 25                                                                       | 12                                                                       | –                                                                        | 4                                                                        | 41                                                                       | 255                                                                      | 281                                                                      | -26                                                                      | 78                                                                       | 7.                                                                       | Ne             |
| 2024/25              | NHL (Atlantická divize)     |        |                                                                          |                                                                          |                                                                          |                                                                          |                                                                          |                                                                          |                                                                          |                                                                          |                                                                          |                                                                          |                                                                          | Čtvrtfinále VK |
| Zdroj na NHL.com     |                             |        |                                                                          |                                                                          |                                                                          |                                                                          |                                                                          |                                                                          |                                                                          |                                                                          |                                                                          |                                                                          |                                                                          |                |

### Přehled kapitánů a trenérů v jednotlivých sezónách
| Sezóna    | Kapitán                 | Hlavní trenér  |
| --------- | ----------------------- | -------------- |
| 1992/1993 | Laurie Boschman         | Rick Bowness   |
| 1993/1994 | Gord Dineen a Mark Lamb | Rick Bowness   |
| 1994/1995 | Randy Cunneyworth       | Rick Bowness   |
| 1995/1996 | Randy Cunneyworth       | Dave Allison   |
| 1996/1997 | Randy Cunneyworth       | Jacques Martin |
| 1997/1998 | Randy Cunneyworth       | Jacques Martin |
| 1998/1999 | Alexej Jašin            | Jacques Martin |
| 1999/2000 | Daniel Alfredsson       | Jacques Martin |
| 2000/2001 | Daniel Alfredsson       | Jacques Martin |
| 2001/2002 | Daniel Alfredsson       | Jacques Martin |
| 2002/2003 | Daniel Alfredsson       | Jacques Martin |
| 2003/2004 | Daniel Alfredsson       | Jacques Martin |
| 2004/2005 | Sezóna zrušena          | Sezóna zrušena |
| 2005/2006 | Daniel Alfredsson       | Bryan Murray   |
| 2006/2007 | Daniel Alfredsson       | Bryan Murray   |
| 2007/2008 | Daniel Alfredsson       | Bryan Murray   |
| 2008/2009 | Daniel Alfredsson       | Cory Clouston  |
| 2009/2010 | Daniel Alfredsson       | Cory Clouston  |
| 2010/2011 | Daniel Alfredsson       | Cory Clouston  |
| 2011/2012 | Daniel Alfredsson       | Paul MacLean   |
| 2012/2013 | Daniel Alfredsson       | Paul MacLean   |
| 2013/2014 | Jason Spezza            | Paul MacLean   |
| 2014/2015 | Erik Karlsson           | Dave Cameron   |
| 2015/2016 | Erik Karlsson           | Dave Cameron   |
| 2016/2017 | Erik Karlsson           | Guy Boucher    |

| Sezóna    | Kapitán       | Hlavní trenér |
| --------- | ------------- | ------------- |
| 2017/2018 | Erik Karlsson | Guy Boucher   |
| 2018/2019 | bez kapitána  | Guy Boucher   |
| 2019/2020 | bez kapitána  | D. J. Smith   |
| 2020/2021 | bez kapitána  | D. J. Smith   |
| 2021/2022 | Brady Tkachuk | D. J. Smith   |
| 2022/2023 | Brady Tkachuk | D. J. Smith   |
| 2023/2024 | Brady Tkachuk | D. J. Smith   |
| 2024/2025 | Brady Tkachuk | Travis Green  |